# Glochidion fulvirameum
Glochidion fulvirameum är en emblikaväxtart som beskrevs av Friedrich Anton Wilhelm Miquel. Glochidion fulvirameum ingår i släktet Glochidion och familjen emblikaväxter. Inga underarter finns listade i Catalogue of Life.